# O2 Arena, Prag
O2 Arena, tidigare Sazka Arena, är en multifunktionsarena i Prag. Den byggdes inför världsmästerskapet i ishockey för herrar 2004 och har en kapacitet för 18 000 åskådare vid konserter, vilket gör den till en av Europas största inomhusarenor. Ishockeylaget HC Slavia Prag som spelar i Extraliga har arenan som sin hemmaplan.

## Historia
Byggnationen av arenan startade i september 2002 inför världsmästerskapet i ishockey för herrar 2004. Arenan stod färdigställd  2004 och invigdes 27 mars 2004 under namnet Sazka Arena. I mars 2008 döptes arenan om till O2 Arena.

## Större evenemang

### Sportevenemang
- 2004 - Världsmästerskapet i ishockey för herrar 2004
- 2008 - NHL-match mellan New York Rangers - Tampa Bay Lightning
- 2008 - Världsmästerskapet i innebandy för herrar 2008
- 2012 - Davis cup-final mellan Tjeckien - Spanien
- 2015 -  Världsmästerskapet i ishockey för herrar 2015
- 2024 -  Världsmästerskapet i ishockey för herrar 2024

### Konserter
- 2008 - Madonna, Confessions Tour
- 2010 - Lady Gaga, The Monster Ball Tour
- 2011 - Rihanna, Loud Tour
- 2014 - Kylie Minogue, Aphrodite: Les Folies Tour
- 2015 - Katy Perry, Prismatic World Tour
- 2019 - Ariana Grande, Sweetener World Tour

## Transport
Arenan ligger nära flera hållplatser och man kan enkelt ta sig till arenan med tunnelbana, spårvagn och buss. 

### Tunnelbana
- Gul linje till Ceskomoravska station.

### Spårvagn
- Linje 8 till Multiarena Praha
- Linje 25 till Multiarena Praha

### Buss
- Buss 251, 127, 158, 166, 259, 280, 302, 305, 348, 351, 354, 3, 66, 368, 375, 376 eller 377 till hållplats Ceskomoravska
- Buss 136, 145, 177 eller 195 till hållplats Nadrazi Libyen.